# 古巴雀鳝
古巴雀鳝（Atractosteus tristoechus）为大雀鱔屬的一種鱼类，分布於古巴及附近的青年島。

## 特徵
本魚體延長成圓柱形，吻及下顎非常寬且頰部具有小骨，身體及頭部無花紋，體色為褐色並帶有綠色光澤。幼魚尾鰭根部具有淡色縱紋。成魚各魚鰭具有淺黑色花紋，體長可達2公尺。

## 生態
本魚棲息於水質清澈的河川、湖泊或半鹹水區，屬肉食性，以甲殼類、魚類甚至海鳥為食，繁殖期為春季及夏季，雌魚每次產約400顆綠色的附著卵。

## 經濟利用
可為食用魚或觀賞魚，卵有毒。